# Saint-Jean-de-Blaignac
Saint-Jean-de-Blaignac ist eine französische Gemeinde mit 450 Einwohnern (Stand: 1. Januar 2022) im Département Gironde in der Region Nouvelle-Aquitaine (vor 2016 Aquitaine); sie gehört zum Arrondissement Libourne und zum Kanton Les Coteaux de Dordogne.

## Geographie
Saint-Jean-de-Blaignac liegt etwa 44 Kilometer östlich von Bordeaux und elf Kilometer südöstlich von Libourne an der Mündung der Engranne in die Dordogne, die die Gemeinde im Norden begrenzt. Umgeben wird Saint-Jean-de-Blaignac von den Nachbargemeinden Sainte-Terre im Norden, Saint-Vincent-de-Pertignas im Osten und Südosten, Rauzan im Südosten und Süden sowie Saint-Aubin-de-Branne im Westen.

## Bevölkerungsentwicklung
| Jahr                       | 1962 | 1968 | 1975 | 1982 | 1990 | 1999 | 2011 | 2020 |
| Einwohner                  | 384  | 354  | 341  | 378  | 405  | 401  | 428  | 459  |
| Quellen: Cassini und INSEE |      |      |      |      |      |      |      |      |

## Sehenswürdigkeiten
- Kirche Saint-Jean aus dem 12. Jahrhundert, Teil des früheren Klosters La Sauve-Majeure, Monument historique seit 2002
- Friedhofskreuz, Monument histoire
- Schloss Courtebotte

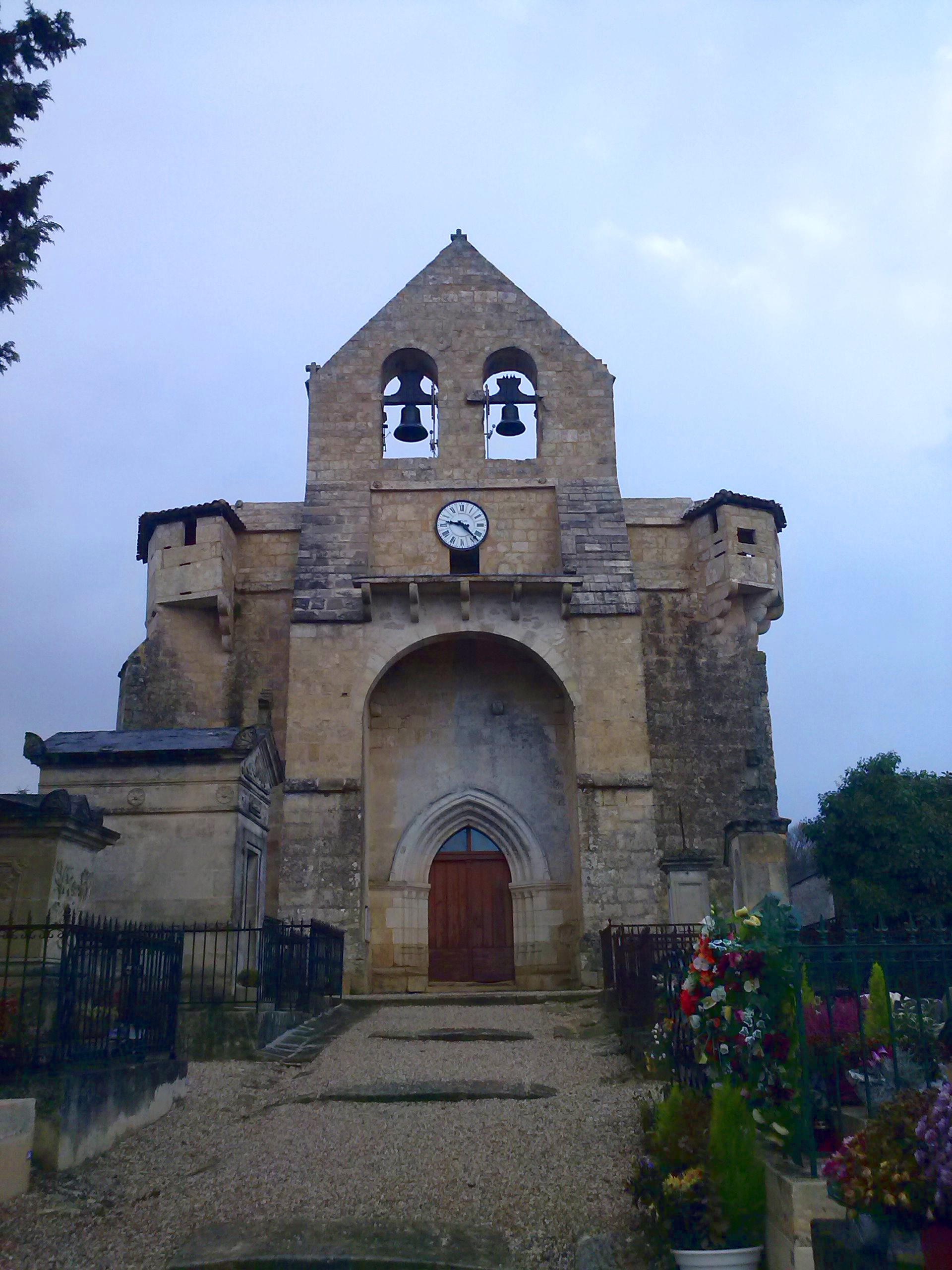
Kirche Saint-Jean
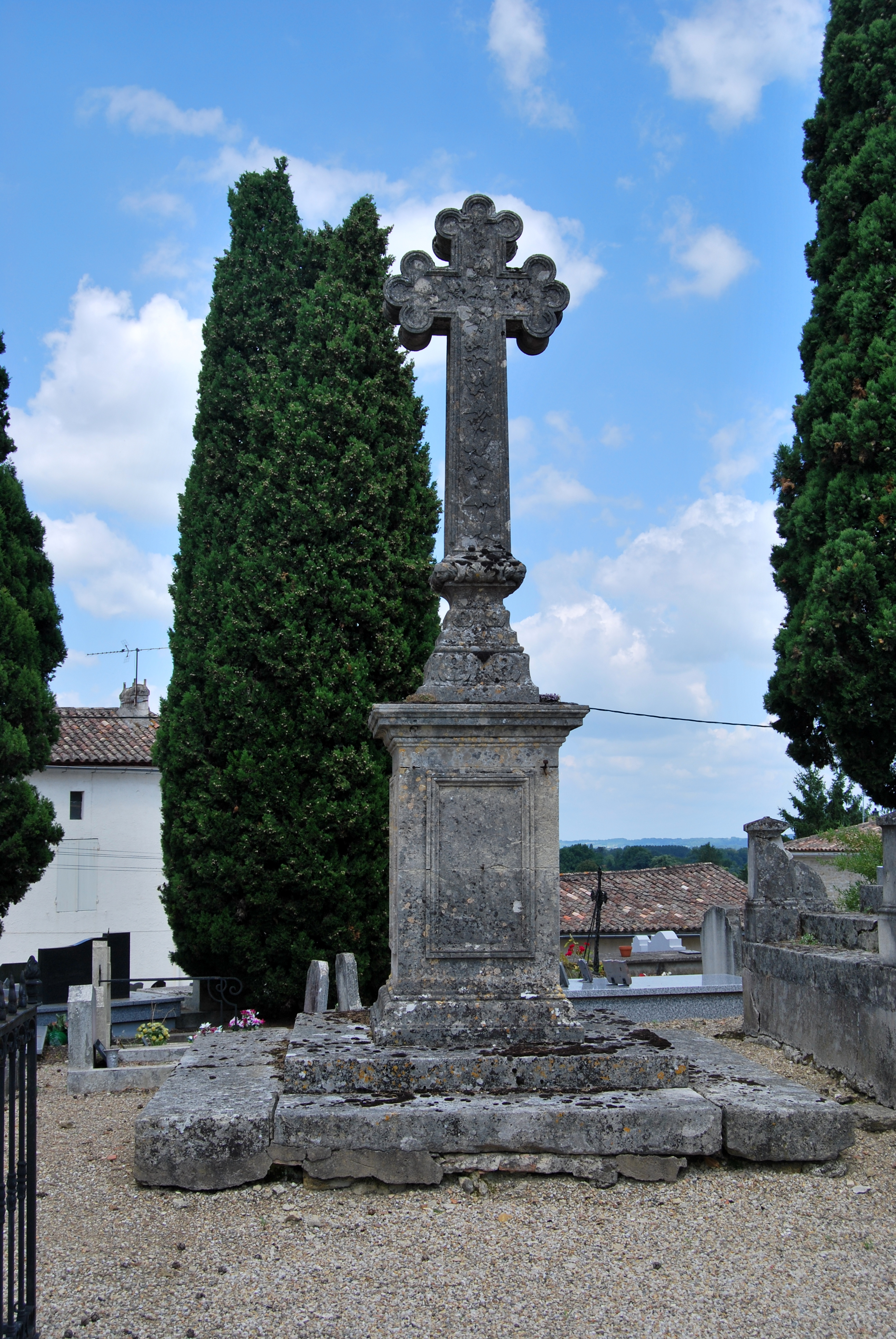
Friedhofskreuz